# Perroy, Vaud
Perroy är en ort och  kommun i distriktet Nyon i kantonen Vaud, Schweiz. Kommunen har 1 598 invånare (2023).